# Дорожній знак

Дорожні знаки різних категорій європейського типу

Доро́жній знак — стандартизований графічний малюнок, що встановлюється край дороги для повідомлення визначеної інформації учасникам дорожнього руху, один з засобів регулювання дорожнього руху (дорожня розмітка, дорожнє обладнання, світлофор, регулювальник).

## Правила дорожнього руху
8.2. Дорожні знаки можуть бути постійними, тимчасовими та із змінною інформацією. Тимчасові дорожні знаки розміщуються на переносних пристроях, дорожньому обладнанні або закріплюються на щиті з фоном жовтого кольору і мають перевагу перед постійними дорожніми знаками та дорожньою розміткою.

### Класифікація
8.4. Дорожні знаки (додаток 1 Правил дорожнього руху) поділяються на сім груп (категорій):
- а) Попереджувальні знаки. Червона окантовка. Інформують водіїв про наближення до небезпечної ділянки дороги і характер небезпеки. Під час руху по цій ділянці необхідно вжити заходів для безпечного проїзду. Мають трикутну форму. Фон — білий, малюнки — чорні.
- б) Знаки пріоритету. Встановлюють черговість проїзду перехресть, перехрещень проїзних частин або вузьких ділянок дороги Форми бувають різними.
- в) Заборонні знаки. Запроваджують або скасовують певні обмеження в русі, наприклад, розворот; забороняють рух певних транспортних засобів, наприклад, заборона руху для тракторів. Форма — кругла, фон — білий, колір малюнків — чорний.
- г) Наказові знаки. Показують обов'язкові напрямки руху або дозволяють деяким категоріям учасників рух по проїзній частині чи окремих її ділянках, а також запроваджують або скасовують деякі обмеження. Форма — кругла, фон — синій, малюнки — білі.
- ґ) Інформаційно-вказівні знаки. Запроваджують або скасовують певний режим руху, а також інформують учасників дорожнього руху про розташування населених пунктів, різних об'єктів, територій, де діють спеціальні правила. До цих знаків належать також покажчики напрямів і відстаней, кілометрові знаки, знаки з вказівкою назв міст і річок. Форма — квадрат або прямокутник, колір фону, як правило, синій (на автомагістралях — зелений), колір малюнків, як правило, білий.
- д) Знаки сервісу. Інформують учасників дорожнього руху про розташування об'єктів обслуговування: автозаправних станцій, готелів, кемпінгів. Форма — прямокутна, колір фону — білий, колір малюнків — чорний, окантовка синя.
- е) Таблички до дорожніх знаків. Уточнюють або обмежують дію знаків, разом з якими вони встановлені за часом (наприклад, тільки по буденних днях) або поширюючи їх тільки на певні категорії транспортних засобів (наприклад, тільки для вантажівок), або надають іншу додаткову інформацію. Форма — прямокутна, колір фону — білий, колір малюнка — чорний, окантовка — чорна.

Забороняється самовільно встановлювати, знімати, пошкоджувати чи закривати дорожні знаки, технічні засоби організації дорожнього руху (втручатись у їх роботу), розташовувати плакати, афіші, рекламні носії та встановлювати пристрої, які можуть бути прийняті за знаки та інші пристрої регулювання дорожнього руху або можуть погіршити їх видимість чи ефективність, осліпити учасників дорожнього руху, відволікти їхню увагу і поставити під загрозу безпеку дорожнього руху.